# Le Châtelet-sur-Retourne
 Le Châtelet-sur-Retourne  es una población y comuna francesa, en la región de Champaña-Ardenas, departamento de Ardenas, en el distrito de Rethel y cantón de Juniville.

## Demografía
| 338 | 398 | 339 | 362 | 568 | 528 |
| Para los censos de 1962 a 1999 la población legal corresponde a la población sin duplicidades (Fuente: INSEE [Consultar]) |     |     |     |     |     |